# Frankfurter Straße (Voerde)
Die Frankfurter Straße (L396) ist eine circa 9,7 Kilometer lange Landesstraße in Voerde (Niederrhein). Sie beginnt an der Willy-Brandt-Straße (B8) südlich von Wesel und führt dann parallel zu dieser westlich durch die Ortsteile Friedrichsfeld, Stockum, Voerde, Möllen und geht an der Stadtgrenze zu Dinslaken nahtlos in die Heerstraße über. Sie entlastet die B8, die jeweils östlich der Städte verläuft, vergleichsweise stark.

## Verkehr

### Verkehrsaufkommen
Abschnittsweise sind täglich über 11.000 Fahrzeuge unterwegs, bei Sperrungen der parallelen Bundesstraße bis zu 30.000, womit die Kapazitätsgrenze insbesondere an den Engpassstellen überschritten ist. Regelmäßig kommt es in Fahrtrichtung Wesel vor der Ampel, die den Verkehrszufluss auf die B8 auf die Lippebrücke regelt, zu kilometerlangen Rückstaus vor allem in den Stoßzeiten, doch auch in Friedrichsfeld sind Rückstaus von einigen hundert Metern Länge zur Stoßzeit keine Seltenheit, jedoch nicht die Regel.

### Einschränkungen
Seit Mai 2023 ist der nördlichste Abschnitt zwischen dem Straßenbeginn und der Emmelsumer Straße für Gefahrguttransporte gesperrt, da aufgrund der Hanglage und des S-förmigen Kurvenverlaufs eine zu große Gefahr bei Unfällen bestehen würde.
Unmittelbar vor der Stadtgrenze zu Dinslaken befindet sich eine Brücke der Walsumbahn mit einer Durchfahrtshöhe von lediglich 3,7 Metern, die für LKW einen Engpass darstellt.

## Geschichte
Die Straße geht auf einen alten römisch-fränkischen Furt zurück, der durch einen Rheinarm führte. Im 19. Jahrhundert hieß sie „Alte Straße“. Zur Zeit des Nationalsozialismus wurde sie in „Adolf-Hitler-Straße“ umbenannt. Der Name „Frankfurter Straße“ geht auf den weiteren Verlauf als römischer Straßenzug bis nach Frankfurt am Main bzw. in nördliche Richtung bis Emmerich am Rhein zurück.
Ursprünglich sollten einige Straßenabschnitte der Straße zur A59 ausgebaut werden. Diese sollte ursprünglich bis Wesel verlängert werden und dabei meist nahe der Frankfurter Straße verlaufen. Teile der Planung sind auch heute noch im Bundesverkehrswegeplan zu finden. Ein Ausbau der parallelen B8 wird jedoch meistens favorisiert.

## Denkmäler (Auswahl)
- Frankfurter Straße 367 im Stadtteil Voerde: Ehrenmal Frankfurter Straße neben dem ehemaligen Rathaus[6]
- Frankfurter Straße 367 im Stadtteil Voerde: Ehemaliges Rathaus, heute Seniorenzentrum
- Frankfurter Straße 369 im Stadtteil Voerde: Ehemaliges Bürgermeisterhaus, heute Seniorenzentrum
- Frankfurter Straße 433, im Stadtteil Möllen: Wasserschloss Haus Wohnung

## Verlauf
Nach dem Straßenbeginn an der Bundesstraße 8 unmittelbar südlich der Brücke über die Lippe führt die Frankfurter Straße in einer scharfen S-Kurve durch Lippedorf. Dann überquert sie den Wesel-Datteln-Kanal und erreicht den Voerder Ortsteil Friedrichsfeld, wo die Poststraße bzw. Böskenstraße (L4) und die Spellener Straße gekreuzt werden. Hinter Friedrichsfeld führt die Straße östlich am Schulzentrum Nord (Gymnasium Voerde) vorbei. Kurz vor der Ortseinfahrt Voerde zweigt der Hammweg ab, welcher die Frankfurter Straße mit der Bundesautobahn 3 und darüber hinaus mit der Bundesautobahn 31 und Dorsten verbindet. Gleichzeitig stellt dieser die Verbindung in den Voerder Ortskern dar. Südlich von Voerde beginnt an der Frankfurter Straße die Steinstraße, die unter anderem zum Schulzentrum Süd führt. Der weitere Verlauf der Frankfurter Straße ist von vielen Kurven geprägt, ein kurzes Stück führt sie durch das Kraftwerk Voerde, das 2017 stillgelegt wurde, hindurch. Dort soll der Energiepark Voerde entstehen. In diesem Bereich beginnen die Rahmstraße und die Friedrichstraße, die jeweils in den Norden bzw. Süden Möllens führen. Hinter dem Kraftwerk verläuft die Straße durch den von 2014 bis 2022 neu gestalteten Emschermündungsraum, bevor sie an der Stadtgrenze zu Dinslaken-Eppinghoven in die Heerstraße übergeht.